# كازوهيرو مايدا
كازوهيرو مايدا (باليابانية: 前田和浩؛ بالكانا: まえだ かずひろ) هو عداء مراثوني ياباني، ولد في 19 أبريل 1981.

## وصلات خارجية
- كازوهيرو مايدا على موقع الاتحاد الدولي لألعاب القوى (الإنجليزية)
- كازوهيرو مايدا على موقع الرابطة اليابانية لاتحادات ألعاب القوى (اليابانية)